# Bernardine (filme)
Bernardine é um filme musical estadunidense dirigido por Henry Levin e estrelado por Pat Boone, Terry Moore e Janet Gaynor. Foi lançado em 24 de julho de 1957, pela 20th Century Fox.
As filmagens começaram em 4 de fevereiro de 1957 e foram concluídas em 27 de março de 1957.

## Elenco
- Pat Boone ...Arthur "Beau" Beaumont
- Terry Moore ...Jean Cantrick
- Janet Gaynor ...Sra. Ruth Wilson
- Dean Jagger ...J. Fullerton Weldy
- Dick Sargent ...Sanford Wilson (creditado como Richard Sargent)
- James Drury ...Tenente Langley Beaumont
- Ronnie Burns ...Griner
- Walter Abel ...Sr. Beaumont
- Natalie Schafer ...Sra. Madge Beaumont
- Isabel Jewell ...Sra. McDuff
- Edith Angold ...Hilda
- Val Benedict ...Morgan Friedelhauser
- Emestine Wade ...Cleo
- Russ Conway ...Sr. Mason
- Thomas Pittman ...George Olson
- Jack Costanzo ...ele mesmo
- Hooper Dunbar ...Vernon Kinswood